# نيك دي بوا
نيك دي بوا هو شخصية أعمال وسياسي بريطاني، ولد في 23 فبراير 1959 في إيلي في المملكة المتحدة. نشط حزبياً في حزب المحافظين. في انتخابات المملكة المتحدة لعام 2010، انتخب عضو البرلمان الخامس والخمسين للمملكة المتحدة ‏ عن دائرة شمال انفيلد وقد انضم خلال فترته النيابية ‏ (6 مايو 2010 – 30 مارس 2015) للكتلة البرلمانية حزب المحافظين.

## وصلات خارجية
- الموقع الرسمي